# Un refugio para el amor
Un refugio para el amor, est une télénovela mexicaine diffusée en 2012 par Canal de las Estrellas.

## Synopsis
C'est l'histoire de la jeune et belle Luciana Jacinto, et de tous les obstacles et surprises que le destin lui réserve dans sa recherche d'une fin heureuse pour elle et ses proches.
La jeune fille arrive à Mexico en fuyant le chef de sa ville natale, San Francisco el Alto. Don Aquiles est un homme méchant, obsédé par Luciana et qui ne se lasse jamais de la déranger et de la harceler. Pour cette raison, elle est obligée de fuir la ville, devant laisser derrière elle, sa mère Doña Paz, qui vient de devenir veuve, et son petit frère Lorenzo.
Luciana, après des débuts pas très agréables dans la grande ville, obtient un emploi de femme de chambre dans la maison des millionnaires Torreslanda. Elle y rencontre Patricio, le deuxième fils de la famille, devenu tétraplégique à la suite d'un horrible accident lors d'une ascension en montagne. Patricio et Luciana deviennent rapidement de grands amis, et Hannah, la plus jeune fille des Torreslandas, sympathise également immédiatement avec la jeune fille.
Ici entre en scène Rodrigo, le fils aîné, un beau jeune homme qui a la réputation de Don Juan et qui est fiancé à Gala, une jeune femme frivole et ambitieuse. En rencontrant Luciana, Rodrigo commence à ressentir une forte attirance pour la jeune fille gentille, belle et simple. Mais tout le monde dans la maison Torreslanda n'est pas content de la présence de Luciana. La mère de famille, Roselena, ne supporte pas Luciana, tout comme Gala, qui a déjà réalisé que Rodrigo ressent plus qu'une attirance pour elle. Le garçon reconnaît enfin son amour pour Luciana, qui est bien réciproque, et décide de rompre définitivement avec Gala pour épouser Luciana en secret.
Mais Gala et Roselena ne resteront pas les bras croisés. Les femmes sans scrupules font croire à Rodrigo que Luciana n'est qu'une parvenue et aussi une menteuse, puisqu'il y a une plainte contre elle, car avant d'arriver à la maison Torreslanda, elle travaillait dans un club miteux et un jour elle a attaqué l'un des clients. Rodrigo finit par croire aux mensonges de sa mère et de son ex-petite amie et même si Luciana tente de se défendre, Rodrigo la jette hors de chez lui et l'éloigne de ses côtés.
La jeune femme, le cœur brisé, n'a plus nulle part où aller. Mais heureusement elle rencontre l'avocat qui s'occupe du dossier de la plainte contre elle, Claudio Linares. Cet homme lui offre tout son soutien et sa compréhension. Mais ce lien d'amitié entre les deux est quelque chose de beaucoup plus fort qu'ils ne l'imaginent tous les deux. En réalité, Claudio est le père biologique de Luciana et il a ses propres raisons pour se venger des Torreslanda, plus particulièrement de Maximino. Le père de la famille, Maximino a accusé Claudio dans le passé d'une fraude qu'il n'a jamais commise. Maximino a profité de la peine de 20 ans d’emprisonnement de Claudio afin de le dépouiller de ses biens. En plus de cela, Roselena a donné Luciana à Paz, qui était, à ce moment-là, l'épouse du jardinier Galdino. Elle a fait cela, il y a 19 ans car elle croyait que la fille de son amie Aurora était de son mari Maximino.
Luciana ignore tous ces faits, mais tôt ou tard la vérité éclatera au grand jour, tout comme les inévitables retrouvailles entre Luciana et Rodrigo, qui n'a jamais cessé de l'aimer. Parviendront-ils tous les deux à construire le refuge de leur amour malgré les intrigues de Roselena, Gala et Maximino pour parvenir à leur fin heureuse ?

## Distribution
- Zuria Vega : Luciana Jacinto Flores
- Gabriel Soto : Rodrigo Torreslanda
- Laura Flores : Doña Roselena Fuentes
- Roberto Blandón : Don Maximino Torreslanda
- Zaide Silvia Gutiérrez : Paz Jacinto
- Jessica Coch : Gala Villavicencio
- Frances Ondiviela : Julieta de Villavicencio
- David Ostrosky : Claudio Linares
- Luz María Jerez : Conny Fuentes Gil
- Humberto Elizondo : Don Aquiles
- Aleida Núñez : Violeta Ramos Trueba/Coral
- Brandon Peniche : Patricio Torreslanda
- José Carlos Ruiz : Don Galdino Jacinto
- Angelina Peláez : Sabina
- Socorro Bonilla : Magda
- Claudio Báez : Sr. Lastra
- Harry Geithner : Óscar
- Sarah Barlondo : Aranza
- Maricruz Nájera : Matilde
- Oscar Bonfiglio : Padre Honesto
- Yula Pozo : Estela
- Kelchie Arizmendi : Norma
- José Antonio Ferral
- Roberto Miquel : Iván
- Nora Salinas : Aurora
- Ilean Almaguer : Hannah Torreslanda Fuentes Gil
- Paul Stanley : Aldo
- Tania Lizardo : Melissa
- Erick Díaz : Lorenzo Jacinto Flores
- Sachi Tamashiro: Vikky
- Eduardo Cuervo : Polo
- Francisco Rubio : Fabián
- María Fernanda García
- Pablo Perroni
- Pepe Olivares
- Anastasia
- Ligia Robles
- Lorena San Martín
- Rafael del Villar : Marcial
- Jaime Lozano : Lic. Barrera
- Úrsula Montserrat
- Ricardo Vera : Dr Diez
- Raúl Padilla "Chóforo" : Don Serapio
- Lucia Guilmain : Brígida

## Diffusion internationale
- Canal de las Estrellas Mexique
- Canal de las Estrellas Amérique latine
- Canal de las Estrellas Europe
- Telemicro
- Canal RCN

## Versions
- La Zulianita (1977), réalisée par Grazio d'Angelo, produit par José Enrique Crousillat pour Venevisión; avec Lupita Ferrer, José Bardina et Chelo Rodríguez.
- María de nadie (1986), réalisée et produit par Roberto Denis pour Crustel S.A.; avec Grecia Colmenares, Jorge Martínez et Cecilia Cenci.
- Maribel (1989), produit par Venevisión; avec Tatiana Capote, Luis José Santander et Lilibeth Morillo.
- Morelia (1995), réalisée par Grazio d'Angelo, produit par Malú Crousillat pour Televisa; avec Alpha Acosta, Arturo Peniche et Cecilia Bolocco.